# كرايغ ماكديرموت
كرايغ ماكديرموت (14 أبريل 1965 في أستراليا - ) (بالإنجليزية: Craig McDermott)‏ هو لاعب كريكت أسترالي. شارك مع منتخب أستراليا الوطني للكريكت. أما مع النوادي، فقد لعب مع فريق كوينسلاند للكريكت ‏.

## وصلات خارجية
- كرايغ ماكديرموت على موقع إي آس بي آن كريك إنفو (الإنجليزية)